# 巴彦郭勒

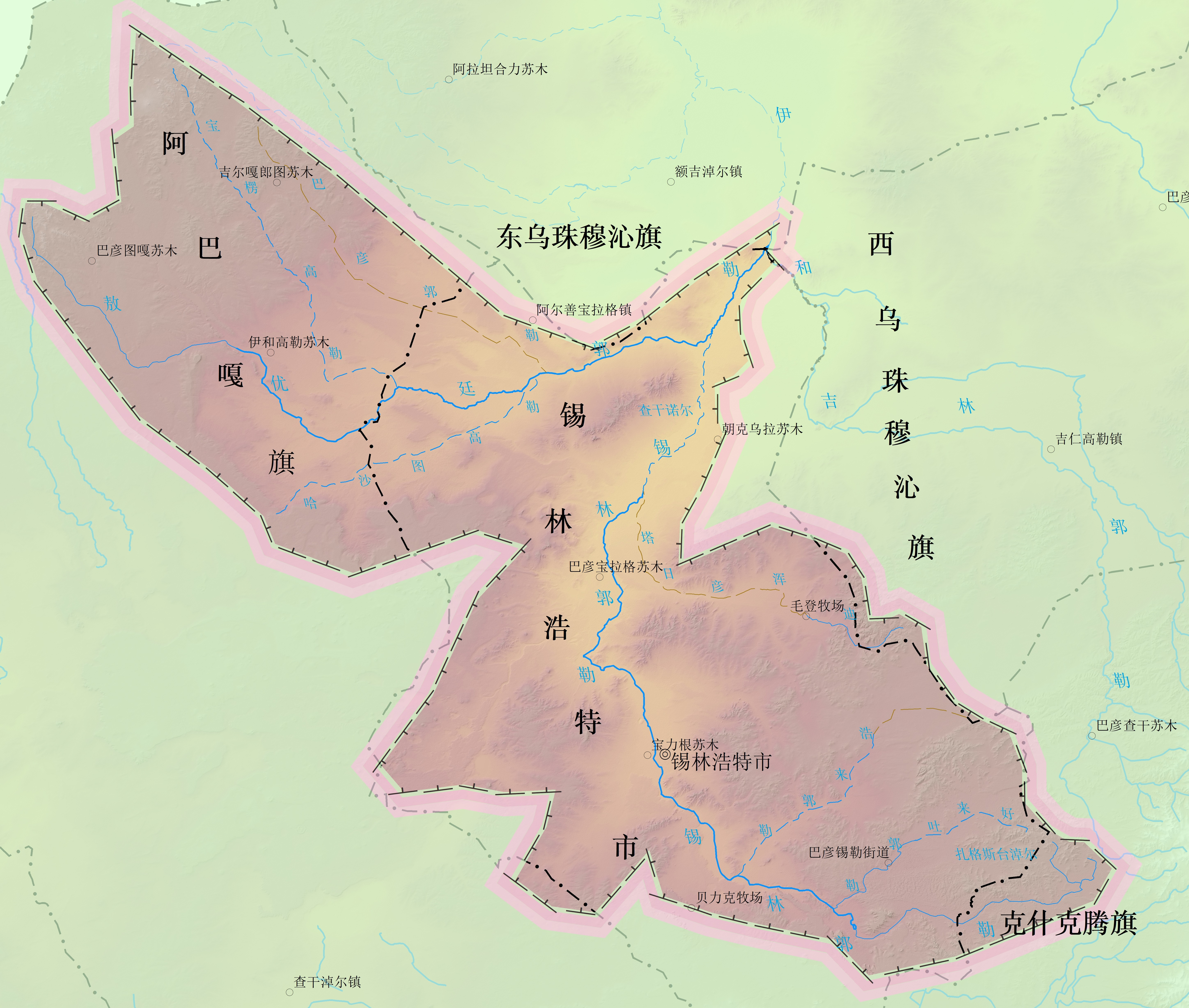
敖优廷郭勒和锡林郭勒河流域示意图

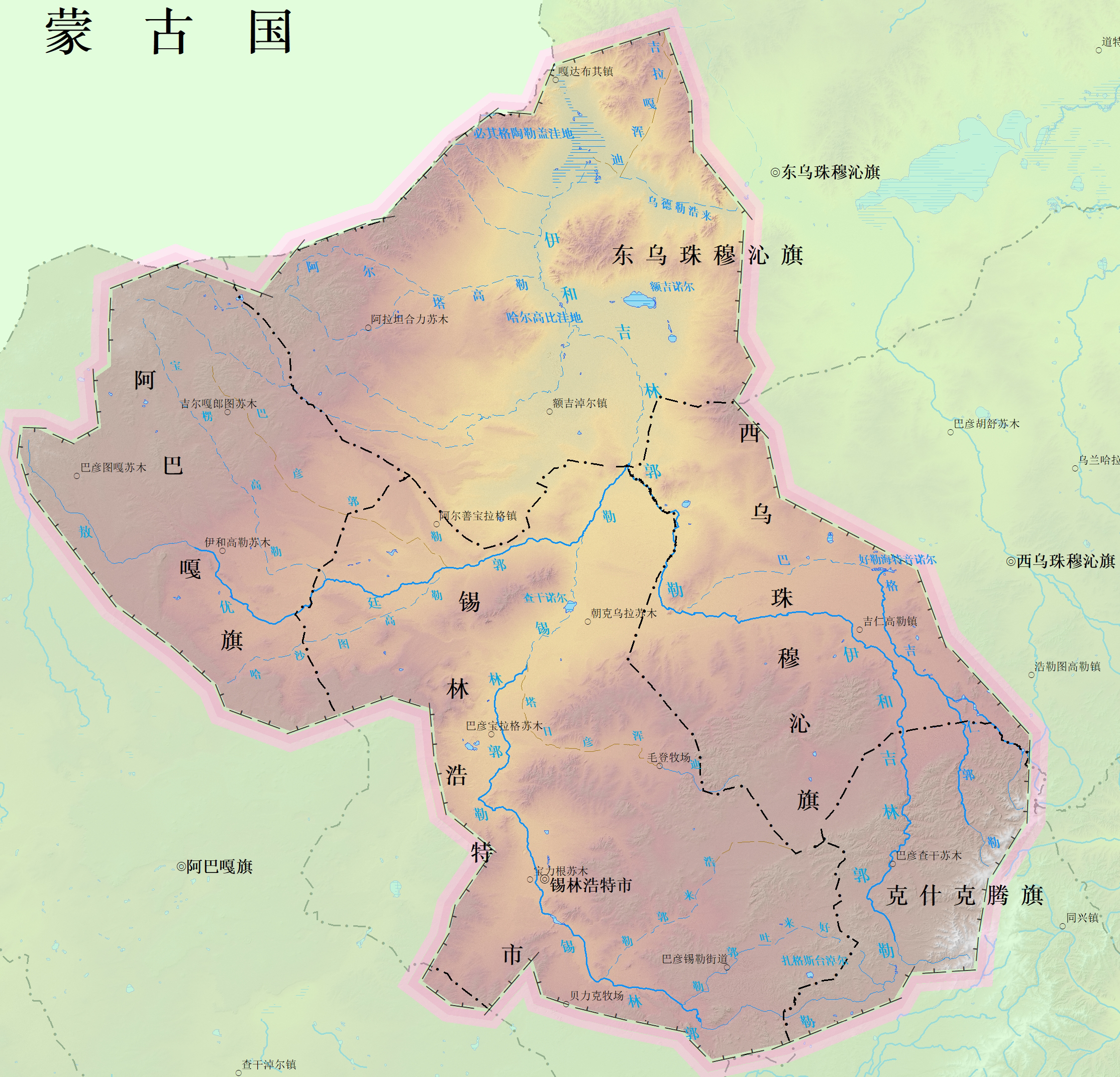
必其格陶勒盖洼地水系伊和吉林郭勒流域示意图，包括了锡林郭勒河、敖优廷郭勒水系。

巴彦郭勒，位于中华人民共和国内蒙古自治区东部的一条内陆干河，是敖优廷郭勒左岸支流。发源于锡林郭勒盟阿巴嘎旗东北部的吉尔嘎郎图苏木以北昂嘎拉图山区，蜿蜒向东南流经巴彦敖包嘎查、乌力吉图嘎查和锡林浩特市阿尔善宝拉格镇巴彦高勒嘎查等地，于乌优特呼都格以西汇入敖优廷郭勒。河长94千米，流域面积1204.6平方千米，河道平均比降为3.38‰。全河在吉尔嘎郎图苏木、巴彦布拉格哈沙特处各有约4千米长的间歇河，其余均为干河。